# Casey Stoner

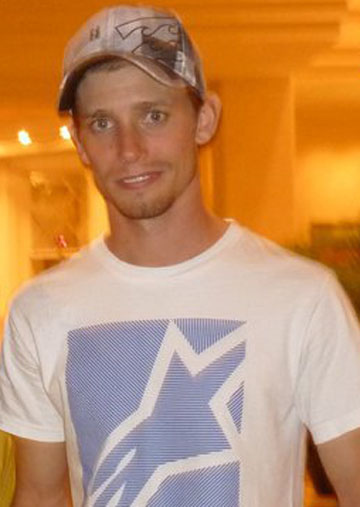
Casey Stoner 2011

Casey Joel Stoner AM (* 16. Oktober 1985 in Kurri Kurri, New South Wales, Australien) ist ein ehemaliger australischer Motorradrennfahrer.
Stoner startete von 2006 bis 2012 in der MotoGP-Klasse der Motorrad-Weltmeisterschaft. 2007 wurde er auf Ducati erstmals Weltmeister in dieser Klasse.
Im Jahr 2011 gewann er auf Honda zum zweiten Mal den WM-Titel. Mit 38 Siegen ist er einer der erfolgreichsten Fahrer der MotoGP-Klasse.

## Karriere

### Anfangsjahre
Casey Stoner begann seine Karriere in Europa im Jahr 2000 in der spanischen und britischen 125-cm³-Meisterschaft. 2001 beendete er die Achtelliterklasse in der britischen Meisterschaft hinter Leon Camier als Zweiter. Im Jahr 2001 gab er auf einer Honda außerdem auch sein Debüt in der 125-cm³-Klasse der Motorrad-Weltmeisterschaft. Im darauf folgenden Jahr wechselte er dann permanent in die Weltmeisterschaft, wo er die 250-cm³-Klasse mit einer Aprilia im Team von Lucio Cecchinello bestritt. Stoner belegte in diesem Jahr mit 68 Punkten den zwölften Gesamtrang.
Die Saison 2003 fuhr Stoner zusammen mit Teamchef Cecchinello, der zu der Zeit selbst noch aktiv war, in der 125-cm³-Klasse. Beim Grand Prix von Italien errang der Australier seine erste Pole-Position und beim letzten Saisonlauf, dem Großen Preis von Valencia auf dem Circuit Ricardo Tormo, konnte er sogar seinen ersten Sieg feiern. Am Saisonende belegte er mit 125 Punkten den achten Rang in der WM-Wertung.
In der nächsten Saison fuhr Stoner für KTM wiederum in der 125-cm³-Klasse, die er nach einem Sieg, zwei zweiten und drei dritten Plätzen, sowie einer Pole-Position mit 145 Punkten als Fünfter der Gesamtwertung abschloss.
Im Jahr 2005 kehrte er ins LCR-Team von Lucio Cecchinello zurück und bestritt die 250-cm³-Klasse auf einer Aprilia-Werksmaschine. Bis zum drittletzten Rennen kämpfte Stoner mit dem Spanier Dani Pedrosa um den WM-Titel, ausgerechnet bei seinem Heim-Grand Prix in Phillip Island stürzte er jedoch und wurde letztendlich mit fünf Siegen und insgesamt zehn Podiumsplätzen Vizeweltmeister.

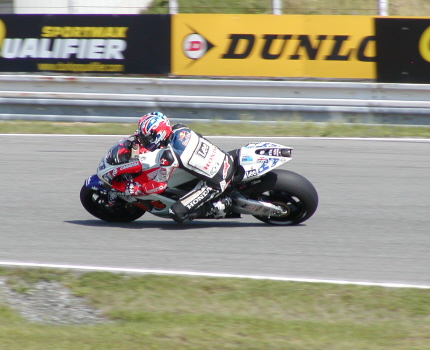
Stoner 2006 auf LCR-Honda

### MotoGP-Klasse
Aufgrund der Dominanz von Valentino Rossi und Yamaha in der MotoGP-Klasse entschied sich Honda für die Saison 2006 verstärkt auf junge Rennfahrer zu setzen und alternden Stars wie Max Biaggi, Alex Barros oder Sete Gibernau keine neuen Verträge mehr anzubieten. Da Sito Pons seinen Sponsor Camel an das Werksteam von Yamaha verlor und keinen gleichwertigen Ersatz finden konnte, zog er sein Team aus der MotoGP-Klasse zurück. Dadurch wurden bei Honda Motorräder frei und Stoners Teamchef Lucio Cecchinello entschied sich dazu, mit Stoner ein MotoGP-Team für 2006 auf die Beine zu stellen. Der Saisonauftakt verlief sehr vielversprechend für den Australier, bereits beim zweiten Grand Prix, dem Großen Preis von Katar in Losail, errang er seine erste Pole-Position und beim folgenden Lauf in der Türkei wurde er sogar Zweiter im Rennen. Danach konnte er zwar regelmäßig in die top 10 fahren, stürzte aber auch oft in aussichtsreicher Position.

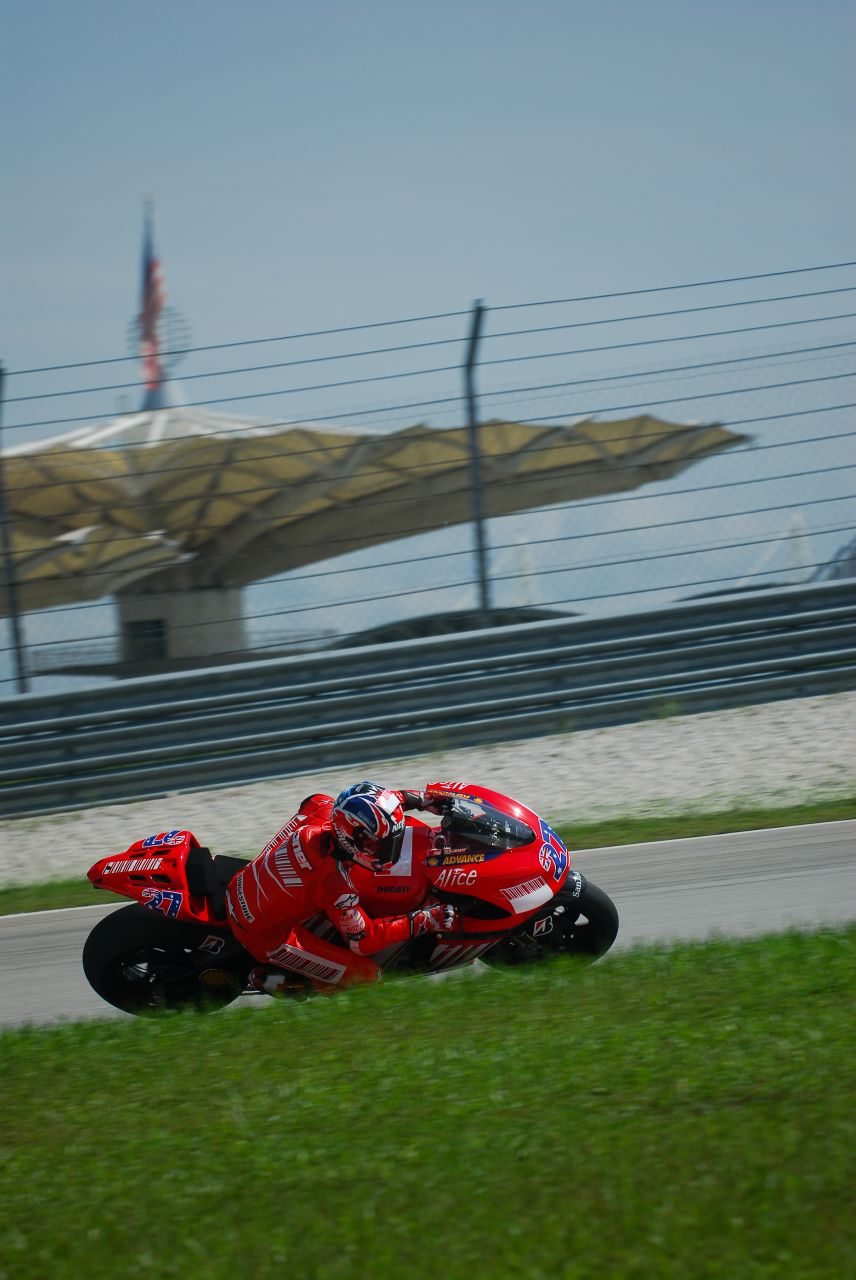
Casey Stoner 2007 auf Ducati bei Vorsaison-Tests in Sepang

#### Saison 2007
Für die Saison 2007 war Casey Stoner lange bei Yamaha als möglicher Teamkollege von Valentino Rossi im Gespräch, im Oktober 2006 unterschrieb er jedoch einen Vertrag bei Ducati. Das italienische Team suchte dringend einen Fahrer als Ersatz für Sete Gibernau, der seine Karriere nach gescheiterten Vertragsverhandlungen beendet hatte. Später gaben die Verantwortlichen zu, mit Stoners Verpflichtung ein großes Risiko eingegangen zu sein, da man vor Saisonbeginn nicht einschätzen konnte, zu welchen Leistungen er fähig sein sollte. Stoner selbst betonte, dass die Chance auf eine Werksmaschine ausschlaggebend für seine Entscheidung gewesen sei. Der Australier startete furios in die Saison. Beim Auftaktrennen, dem Grand Prix von Katar, konnte er vor allem wegen der überlegenen Höchstgeschwindigkeit seiner Ducati einen überzeugenden Sieg einfahren. Nach weiteren Siegen bei den Rennen in der Türkei und China, prophezeite die Konkurrenz noch, die Ducati könnte nur auf Pisten mit langen Geraden siegreich sein. Nachdem Casey Stoner den WM-Favoriten und siebenfachen Weltmeister Valentino Rossi beim Großen Preis von Katalonien auf der technisch anspruchsvollen Piste von Barcelona besiegt hatte, wurde er zu den ernsten Titelkandidaten gezählt. Nach weiteren, teils überlegenen Siegen in Großbritannien, den USA, Tschechien und in San Marino sicherte sich Casey Stoner bereits im viertletzten Rennen, dem Grand Prix von Japan in Motegi, den Weltmeistertitel. Am Saisonende hatte er zehn Siege und insgesamt 14 Podestplätze zu Buche stehen. Stoner bescherte dem kleinen Bologneser Werk Ducati damit den ersten WM-Titel in der Geschichte der FIM-Motorrad-Straßen-WM überhaupt und ist der erste Weltmeister der Königsklasse auf einem nicht-japanischen Fabrikat seit Phil Read 1974.

#### Saison 2008–2010
In die Saison 2008 startete Stoner mit einem Sieg in Katar, danach hatte er eine Schwächeperiode, durch die er in der Gesamtwertung viele Punkte auf Valentino Rossi und Dani Pedrosa verlor. Nachdem seine Ducati mit einer neuen Motorelektronik ausgerüstet wurde, erstarkte er zur Saisonmitte wieder und feierte drei Siege in Folge, die seine Ausgangsposition im Kampf um den WM-Titel wieder stark verbesserten. Danach stürzte Stoner jedoch in drei aufeinanderfolgenden Läufen jeweils in aussichtsreicher Position liegend und fiel im Titelkampf gegen Valentino Rossi wieder zurück.
Beim letzten Rennen der Saison 2009 stürzte Stoner in der Aufwärmrunde und konnte dadurch nicht am Rennen teilnehmen. Konnte der Australier 2008 noch Vizeweltmeister werden, so wurden die zwei darauffolgenden Saisons als jeweils vierter Endrang abgeschlossen. Stoner hatte im Verlauf bei Ducati nach einigen mäßigen Ergebnissen mit Motivationsproblemen zu kämpfen. Auch seine speziell zu fahrende Ducati trug dazu bei, dass er auch 2010 öfters über dem Limit fuhr, und stürzte. Zum Ende des Jahres wurde der Vertrag des Australiers mit den Italienern nicht mehr verlängert, er wechselte ins Honda-Werksteam Repsol-Honda, wo er auf den Spanier Dani Pedrosa und den Italiener Andrea Dovizioso traf.

#### Saison 2011
Schon bei den Winter-Testfahrten zeigte Stoner keine Umstellungsprobleme auf seine neue Honda. Er gehörte stets zu den schnellsten und gewann sofort den ersten Saisonlauf in Katar. Bis zum sechsten Saisonlauf in Großbritannien gelangen dem Australier vier Siege. Im Laufe des Jahres sollte sich Weltmeister Jorge Lorenzo als sein härtester Konkurrent herausstellen, denn sein Teamkollege Pedrosa hatte Verletzungspech und Altmeister Valentino Rossi war mit der Ducati auf unterlegenem Material unterwegs. So konnte sich Stoner bereits beim 16. Lauf, seinem Heim-Grand-Prix, auf Phillip Island den Weltmeistertitel sichern.

#### Saison 2012
So ging der Australier als Weltmeister im Repsol-Honda-Team an der Seite von Dani Pedrosa in die Saison 2012. Ab diesem Jahr waren in der MotoGP-Klasse wieder 1000-cm³-Motoren erlaubt, weshalb er auf einer komplett neuen Honda RC213V antrat. Nach den ersten drei Rennen hatte Stoner bereits zwei Siege auf dem Konto. Wenig später, am 17. Mai kündigte er seinen Rücktritt zum Ende der Saison an. Danach stellte sich Jorge Lorenzo (Yamaha) als beständigerer Pilot heraus. Nachdem Stoner im Training zum Indianapolis Grand-Prix stürzte und drei Rennen nicht bestreiten konnte, hatte er keine Chance mehr auf die Titelverteidigung. Am 11. November 2012 bestritt er beim Großen Preis von Valencia sein letztes Rennen in der Motorrad-WM und beendete dies auf dem dritten Platz. Im Gesamtklassement wurde er ebenfalls Dritter.
Nach seinem Karriereende wurde Casey Stoner in die MotoGP Hall of Fame aufgenommen.

#### Saison 2016
Im November 2015 wurde bekannt, dass Stoner ab 2016 wieder von seinem damaligen Arbeitgeber Ducati engagiert wurde. Er übernahm dort die Rolle des Testfahrers.

### 8-Stunden-Rennen von Suzuka 2015
Zusammen mit dem Japaner Takumi Takahashi und dem niederländischen Superbike-WM-Piloten Michael van der Mark startete Stoner am 26. Juli 2015 bei dem 8-Stunden-Rennen von Suzuka. Er stürzte in der siebten Runde in Führung liegend und zog sich Brüche des linken Schienbeins und des rechten Schulterblatts zu. Ursache war ein steckengebliebener Gasschieber.

## Statistik

### Erfolge
- 2007 – MotoGP-Weltmeister auf Ducati
- 2011 – MotoGP-Weltmeister auf Honda
- 45 Grand-Prix-Siege

### Ehrungen
- 2013 Aufnahme in die MotoGP Hall of Fame
- 2013 Member des Order of Australia für seine Verdienste um den Motorrennsport[6]
- 2015 Aufnahme in die Sport Australia Hall of Fame[7]

### In der Motorrad-Weltmeisterschaft
| Saison | Klasse  | Team                            | Motorrad                | Rennen | Siege | Zweiter | Dritter | Poles | Schn. Runden | Punkte | Ergebnis    |
| ------ | ------- | ------------------------------- | ----------------------- | ------ | ----- | ------- | ------- | ----- | ------------ | ------ | ----------- |
| 2001   | 125 cm³ | Telefónica Movistar Junior Team | Honda RS 125R           | 2      | –     | –       | –       | –     | –            | 4      | 29.         |
| 2002   | 250 cm³ | Safilo Oxydo Race LCR           | Aprilia RSW 250         | 15     | –     | –       | –       | –     | –            | 68     | 12.         |
| 2003   | 125 cm³ | Safilo Oxydo – LCR              | Aprilia RSA 125         | 14     | 1     | 3       | –       | 1     | 2            | 125    | 8.          |
| 2004   | 125 cm³ | Red Bull KTM                    | KTM RRF 125             | 14     | 1     | 2       | 3       | 1     | 1            | 145    | 5.          |
| 2005   | 250 cm³ | Carrera Sunglasses – LCR        | Aprilia RSW 250         | 16     | 5     | 1       | 4       | 2     | 1            | 254    | 2.          |
| 2006   | MotoGP  | Honda LCR                       | Honda RC211V            | 16     | –     | 1       | –       | 1     | –            | 119    | 8.          |
| 2007   | MotoGP  | Ducati Marlboro Team            | Ducati Desmosedici GP7  | 18     | 10    | 2       | 2       | 5     | 6            | 367    | Weltmeister |
| 2008   | MotoGP  | Ducati Marlboro Team            | Ducati Desmosedici GP8  | 18     | 6     | 3       | 2       | 9     | 9            | 280    | 2.          |
| 2009   | MotoGP  | Ducati Marlboro Team            | Ducati Desmosedici GP9  | 13     | 4     | 1       | 3       | 3     | 2            | 220    | 4.          |
| 2010   | MotoGP  | Ducati Marlboro Team            | Ducati Desmosedici GP10 | 18     | 3     | 2       | 4       | 4     | 3            | 225    | 4.          |
| 2011   | MotoGP  | Repsol Honda Team               | Honda RC212V            | 17     | 10    | 1       | 5       | 12    | 7            | 350    | Weltmeister |
| 2012   | MotoGP  | Repsol Honda Team               | Honda RC213V            | 15     | 5     | 1       | 4       | 5     | 2            | 254    | 3.          |
| Gesamt | Gesamt  | Gesamt                          | Gesamt                  | 176    | 45    | 17      | 27      | 43    | 33           | 2411   | 2 WM-Titel  |

Grand-Prix-Siege
| Saison | Klasse  | Rennen |
| ------ | ------- | --- |
| 2003   | 125 cm³ | Valencia |
| 2004   | 125 cm³ | Malaysia |
| 2005   | 250 cm³ | Portugal China Volksrepublik Malaysia Katar Turkei                                                                              |
| 2007   | MotoGP  | Katar Turkei China Volksrepublik Katalonien Vereinigtes Konigreich Vereinigte Staaten Tschechien San Marino Australien Malaysia |
| 2008   | MotoGP  | Katar Vereinigtes Konigreich Niederlande Deutschland Australien Valencia                                                        |
| 2009   | MotoGP  | Katar Italien Australien Malaysia                                                                                               |
| 2010   | MotoGP  | Aragonien Japan Australien |
| 2011   | MotoGP  | Katar Frankreich Katalonien Vereinigtes Konigreich Vereinigte Staaten Tschechien Indianapolis Aragonien Australien Valencia     |
| 2012   | MotoGP  | Spanien Portugal Niederlande Vereinigte Staaten Australien                                                                      |

Einzelergebnisse
| Saison | 1         | 2         | 3                   | 4                   | 5                      | 6                      | 7           | 8                      | 9                      | 10                     | 11                 | 12           | 13         | 14           | 15         | 16         | 17         | 18       |
| ------ | --------- | --------- | ------------------- | ------------------- | ---------------------- | ---------------------- | ----------- | ---------------------- | ---------------------- | ---------------------- | ------------------ | ------------ | ---------- | ------------ | ---------- | ---------- | ---------- | -------- |
| 2001   | Japan     | Sudafrika | Spanien             | Frankreich          | Italien                | Katalonien             | Niederlande | Vereinigtes Konigreich | Deutschland            | Tschechien             | Portugal           | Valencia     | Japan      | Australien   | Malaysia   |            |            |          |
| 2001   |           |           |                     |                     |                        |                        |             | 17                     |                        |                        |                    |              |            | 12           |            |            |            |          |
| 2002   | Japan     | Sudafrika | Spanien             | Frankreich          | Italien                | Katalonien             | Niederlande | Vereinigtes Konigreich | Deutschland            | Tschechien             | Portugal           |              | Japan      | Malaysia     | Australien | Valencia   |            |          |
| 2002   | DNF       | DNF       | 6                   | DNF                 | DNS                    | 6                      | 8           | 11                     | DNF                    | 5                      | DNF                | 6            | 17         | 11           | 10         | 13         |            |          |
| 2003   | Japan     | Sudafrika | Spanien             | Frankreich          | Italien                | Katalonien             | Niederlande | Vereinigtes Konigreich | Deutschland            | Tschechien             | Portugal           |              | Japan      | Malaysia     | Australien | Valencia   |            |          |
| 2003   | DNF       | 10        | 6                   | 4                   | 18                     | DNF                    | DNF         | 5                      | 2                      | DNS                    | DNS                | 2            | 2          | DNF          | DNF        | 1          |            |          |
| 2004   | Sudafrika | Spanien   | Frankreich          | Italien             | Katalonien             | Niederlande            |             | Deutschland            | Vereinigtes Konigreich | Tschechien             | Portugal           | Japan        | Katar      | Malaysia     | Australien | Valencia   |            |          |
| 2004   | 3         | 5         | 8                   | 2                   | 4                      | 3                      | 2           |                        |                        | DNF                    | DNF                | DNF          | DNF        | 1            | 3          | 2          |            |          |
| 2005   | Spanien   | Portugal  | China Volksrepublik | Frankreich          | Italien                | Katalonien             | Niederlande | Vereinigte Staaten     | Vereinigtes Konigreich | Deutschland            | Tschechien         | Japan        | Malaysia   | Katar        | Australien | Turkei     | Valencia   |          |
| 2005   | DNF       | 1         | 1                   | 4                   | 4                      | 2                      | 6           | [ # 1 ]                | 3                      | 7                      | 3                  | 3            | 1          | 1            | DNF        | 1          | 3          |          |
| 2006   | Spanien   | Katar     | Turkei              | China Volksrepublik | Frankreich             | Italien                | Katalonien  | Niederlande            | Vereinigtes Konigreich | Deutschland            | Vereinigte Staaten | Tschechien   | Malaysia   | Australien   | Japan      | Portugal   | Valencia   |          |
| 2006   | 6         | 5         | 2                   | 5                   | 4                      | DNF                    | DNF         | 4                      | 4                      | DNS                    | DNF                | 6            | 8          | 6            | DNF        | DNF        | DNF        |          |
| 2007   | Katar     | Spanien   | Turkei              | China Volksrepublik | Frankreich             | Italien                | Katalonien  | Vereinigtes Konigreich | Niederlande            | Deutschland            | Vereinigte Staaten | Tschechien   | San Marino | Portugal     | Japan      | Australien | Malaysia   | Valencia |
| 2007   | 1         | 5         | 1                   | 1                   | 3                      | 4                      | 1           | 1                      | 2                      | 5                      | 1                  | 1            | 1          | 3            | 6          | 1          | 1          | 2        |
| 2008   | Katar     | Spanien   | Portugal            | China Volksrepublik | Frankreich             | Italien                | Katalonien  | Vereinigtes Konigreich | Niederlande            | Deutschland            | Vereinigte Staaten | Tschechien   | San Marino | Indianapolis | Japan      | Australien | Malaysia   | Valencia |
| 2008   | 1         | 11        | 6                   | 3                   | 16                     | 2                      | 3           | 1                      | 1                      | 1                      | 2                  | DNF          | DNF        | 4            | 2          | 1          | 6          | 1        |
| 2009   | Katar     | Japan     | Spanien             | Frankreich          | Italien                | Katalonien             | Niederlande | Vereinigte Staaten     | Deutschland            | Vereinigtes Konigreich | Tschechien         | Indianapolis | San Marino | Portugal     | Australien | Malaysia   | Valencia   |          |
| 2009   | 1         | 4         | 3                   | 5                   | 1                      | 3                      | 3           | 4                      | 4                      | 14                     |                    |              |            | 2            | 1          | 1          | DNS        |          |
| 2010   | Katar     | Spanien   | Frankreich          | Italien             | Vereinigtes Konigreich | Niederlande            | Katalonien  | Deutschland            | Vereinigte Staaten     | Tschechien             | Indianapolis       | San Marino   | Aragonien  | Japan        | Malaysia   | Australien | Portugal   | Valencia |
| 2010   | DNF       | 5         | DNF                 | 4                   | 5                      | 3                      | 3           | 3                      | 2                      | 3                      | DNF                | 5            | 1          | 1            | DNF        | 1          | DNF        | 2        |
| 2011   | Katar     | Spanien   | Portugal            | Frankreich          | Katalonien             | Vereinigtes Konigreich | Niederlande | Italien                | Deutschland            | Vereinigte Staaten     | Tschechien         | Indianapolis | San Marino | Aragonien    | Japan      | Australien | Malaysia   | Valencia |
| 2011   | 1         | DNF       | 3                   | 1                   | 1                      | 1                      | 2           | 3                      | 3                      | 1                      | 1                  | 1            | 3          | 1            | 3          | 1          | C          | 1        |
| 2012   | Katar     | Spanien   | Portugal            | Frankreich          | Katalonien             | Vereinigtes Konigreich | Niederlande | Deutschland            | Italien                | Vereinigte Staaten     | Indianapolis       | Tschechien   | San Marino | Aragonien    | Japan      | Malaysia   | Australien | Valencia |
| 2012   | 3         | 1         | 1                   | 3                   | 4                      | 2                      | 1           | DNF                    | 8                      | 1                      | 4                  |              |            |              | 5          | 3          | 1          | 3        |

| Legende  | Legende            | Legende                                                          |
| Farbe    | Abkürzung          | Bedeutung                                                        |
| -------- | ------------------ | ---------------------------------------------------------------- |
| Gold     | –                  | Sieg                                                             |
| Silber   | –                  | 2. Platz                                                         |
| Bronze   | –                  | 3. Platz                                                         |
| Grün     | –                  | Platzierung in den Punkten                                       |
| Blau     | –                  | Klassifiziert außerhalb der Punkteränge                          |
| Violett  | DNF                | Rennen nicht beendet (did not finish)                            |
| Violett  | NC                 | nicht klassifiziert (not classified)                             |
| Rot      | DNQ                | nicht qualifiziert (did not qualify)                             |
| Rot      | DNPQ               | in Vorqualifikation gescheitert (did not pre-qualify)            |
| Schwarz  | DSQ                | disqualifiziert (disqualified)                                   |
| Weiß     | DNS                | nicht am Start (did not start)                                   |
| Weiß     | WD                 | zurückgezogen (withdrawn)                                        |
| Hellblau | PO                 | nur am Training teilgenommen (practiced only)                    |
| Hellblau | TD                 | Freitags-Testfahrer (test driver)                                |
| ohne     | DNP                | nicht am Training teilgenommen (did not practice)                |
| ohne     | INJ                | verletzt oder krank (injured)                                    |
| ohne     | EX                 | ausgeschlossen (excluded)                                        |
| ohne     | DNA                | nicht erschienen (did not arrive)                                |
| ohne     | C                  | Rennen abgesagt (cancelled)                                      |
| ohne     | keine WM-Teilnahme |                                                                  |
| sonstige | P/fett             | Pole-Position                                                    |
| sonstige | 1/2/3/4/5/6/7/8    | Punktplatzierung im Sprint-/Qualifikationsrennen                 |
| sonstige | SR/kursiv          | Schnellste Rennrunde                                             |
| sonstige | *                  | nicht im Ziel, aufgrund der zurückgelegten Distanz aber gewertet |
| sonstige | ()                 | Streichresultate                                                 |
| sonstige | unterstrichen      | Führender in der Gesamtwertung                                   |

Anmerkungen
1. ↑  Kein Rennen in der 250-cm³-Klasse

## Privates

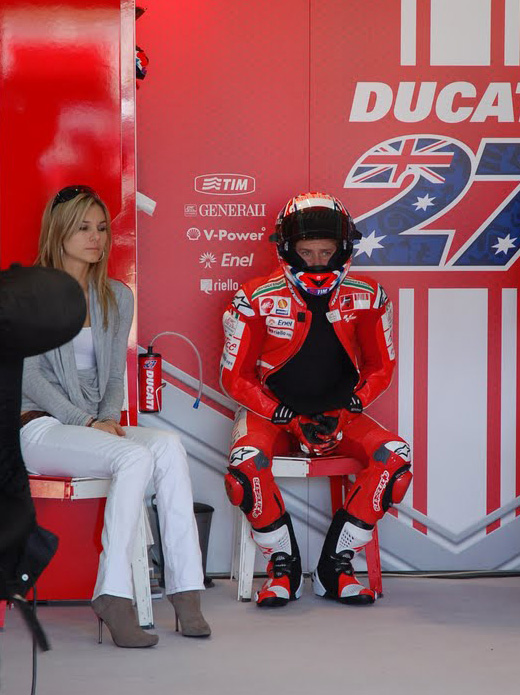
Stoner 2009 mit seiner Frau Adriana

Casey Stoner ist seit dem 6. Januar 2007 mit der drei Jahre jüngeren Adriana Tuchyna verheiratet, die ihn zu jedem Rennen begleitete. Die beiden lernten sich bei einer Autogrammstunde in Stoners australischer Heimat kennen. Tuchyna stammt aus einer slowakischen Einwandererfamilie aus Adelaide, ihr Vater ist selbst ein ehemaliger Rennfahrer.
Stoner und seine Frau Adriana sind Eltern zweier Töchter (* 2012 und * 2017).